# マキシマム・ディスタンス
マキシマム・ディスタンス（Maximum Distance, 略：MXD）は熱気球競技における種目の一つである。

## 概要
大会主催者側が飛行できるエリアを決定し、どれだけ離陸地から遠い地点にマーカーと呼ばれる目印を落とす事ができたかを競う競技。そのため、全ての競技者が同一地点より離陸しなければならない。飛行可能エリアが広い地域でなければ、この競技を行う事は難しい。様々な競技と複合して行われる。

## 他の競技種目
- ジャッジ・デクレアド・ゴール(JDG)
- フライイン・タスク(FIN)
- パイロット・デクレアド・ゴール(PDG)
- フライオン・タスク(FON)
- ヘジテーション・ワルツ(HWZ)
- ヘア・アンド・ハウンド(HNH)
- ミニマム・ディスタンス(MND)
- ミニマム・ディスタンス・ダブル・ドロップ(MNDD)
- マキシマム・ディスタンス・ダブル・ドロップ(MXDD)
- エルボー・タスク(ELB)
- カリキュレイテッド・レイティング・アクセス・タスク(CRAT)